# 林信政
林 信政（はやし のぶまさ、文政12年（1829年） - 慶応4年1月25日（1868年2月18日））は、江戸時代の尾張藩士で御先手物頭格・表御番。通称は紋三郎。成瀬正順の次男。父正順の実家、林一族（林秀貞の末裔）の尾張藩大番組頭、林信善の養子。
父の生家である林家の家督を相続する。父正順の斬首から2日後の慶応4年（1868年）1月25日に斬首された（青松葉事件）。